# Coptocercus javanicus
Coptocercus javanicus är en skalbaggsart som beskrevs av Wang 1995. Coptocercus javanicus ingår i släktet Coptocercus och familjen långhorningar. Inga underarter finns listade i Catalogue of Life.